# Antje Frank
Pour les articles homonymes, voir Frank.
Antje Frank, née le 5 juin 1968 à Bartmannshagen (République démocratique allemande), est une ancienne rameuse allemande. Elle remporte une médaille de bronze aux Jeux de 1992.

## Carrière
Membre de l'équipe allemande nouvellement réunifiée, Frank remporte la médaille de bronze du quatre sans barreuse lors des Jeux de Barcelone en 1992. Elle remporte également une médaille de bronze mondiale en quatre sans barreuse aux championnats du monde 1990.

## Palmarès
- Jeux olympiques d'été de 1992 à Barcelone ( Espagne) :
  -  médaille de bronze du quatre sans barreuse

### Championnats du monde
- Championnats du monde d'aviron 1990 en Tasmanie ( Australie) :
  -  médaille de bronze en quatre sans barreuse